# 3 martie
ianuarie • februarie • martie  • aprilie  • mai  • iunie  • iulie  • august  • septembrie  • octombrie  • noiembrie  • decembrie
3 martie este a 62-a zi a calendarului gregorian și ziua a 63-a în anii bisecți. Mai sunt 303 zile până la sfârșitul anului.

## Evenimente

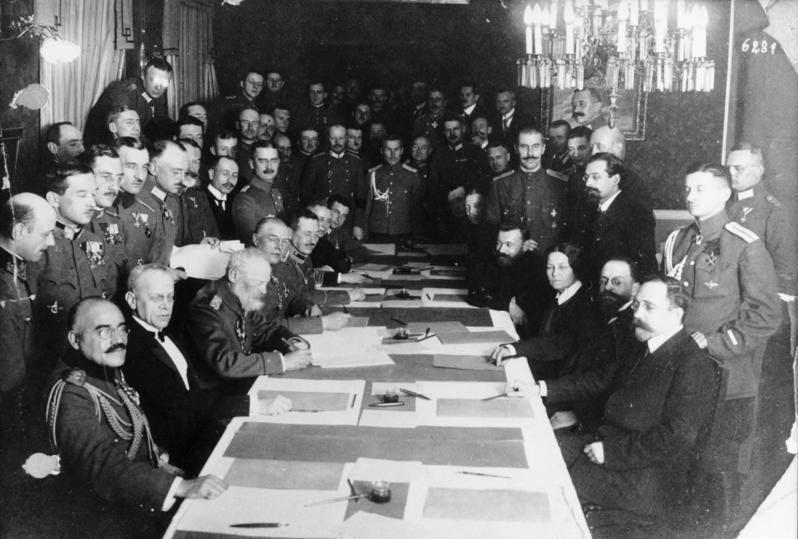
1918: Semnarea armistițiului între Rusia și Germania.

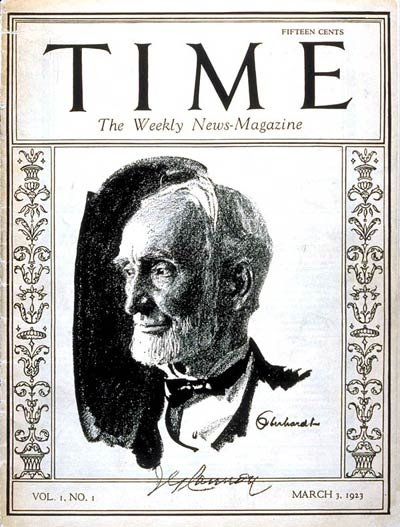
1923: Apare la New York prima ediție a revistei de știri Time, prima revistă săptămânală din Statele Unite.

- 1075: “Dictatus papae” prin care se proclamă autoritatea universală a papei.
- 1431: Eugeniu al IV-lea devine papă.
- 1585: Este inaugurat Teatrul Olimpic din Vicenza, realizat după planurile arhitectului Andrea Palladio. Se joacă piesa Oedip rege de Sofocle.[1]
- 1845: După expulzarea seminolilor, teritoriul Florida este încorporat în Statele Unite sub numele de Florida, care devine cel de-al 27-lea stat al SUA.[2]
- 1857: Al Doilea Război al Opiului – Imperiul britanic și Al Doilea Imperiu Francez declară război Chinei dinastiei Qing.
- 1861: Țarul Alexandru al II-lea al Rusiei semnează Proclamația emancipării, eliberând iobagii. Însă acest lucru duce doar la o dependență financiară suplimentară a fermierilor de nobilime.
- 1875: La Opéra Comique din Paris, a avut loc premiera operei Carmen de Georges Bizet.
- 1878: Este semnat Tratatul de la San Stefano, care punea punct Războiului de Independență al României. Independența României era recunoscută. România primea Dobrogea în schimbul sudului Basarabiei.
- 1904: Kaiserul Wilhelm al II-lea al Germaniei a devenit prima persoană care a înregistrat un document politic folosind fonograful lui Thomas Edison.
- 1907: Răscoalele țărănești din 1907: A avut loc prima mare ciocnire dintre răsculați și armată, la Pașcani. Țăranii arestați au fost eliberați de către muncitorii ceferiști de la depoul local.
- 1915: În Statele Unite este înființat Comitetul Național Consultativ pentru Aeronautică (NACA) pentru cercetarea de bază în aviație. Ulterior, din această organizație s-a dezvoltat NASA.
- 1916: A avut loc premiera piesei „Patima roșie”, de Mihail Sorbul, la Teatrul Național din București.
- 1918: Rusia bolșevică și Puterile Centrale au semnat tratatul de la Brest-Litovsk, prin care Rusia a ieșit din Primul Război Mondial.
- 1923: Apare la New York prima ediție a revistei de știri Time fondată de Briton Hadden și Henry Luce, devenind prima revistă săptămânală din Statele Unite.[3]
- 1939: La Bombay, Mohandas Gandhi începe o grevă a foamei ca protest împotriva guvernării autocratice din India britanică.
- 1955: Elvis Presley apare la TV pentru prima dată.
- 1969: Programul Apollo – NASA lansează Apollo 9 la bordul unei rachete Saturn V. Scopul misiunii este de a testa modulul lunar.
- 1974: La scurt timp după ce a decolat de pe Aeroportul Paris-Orly, zborul Turkish Airlines 981 s-a prăbușit. 346 de oameni sunt uciși în accident. La acea vreme, zborul 981 a fost accidentul aviatic cu cele mai multe decese din istoria aviației.

## Nașteri
- 1455: Regele Ioan al II-lea al Portugaliei (d. 1495)
- 1693: James Bradley, astronom englez (d. 1762)
- 1778: Frederica de Mecklenburg-Strelitz, regină a Hanovrei (d. 1841)
- 1803: Alexandre-Gabriel Decamps, pictor francez (d. 1860)
- 1845: Georg Cantor,  matematician german (d. 1918)
- 1847: Alexander Graham Bell, om de știință scoțian, stabilit în Canada (d. 1922)
- 1848: Marie Vilhelmine Bang, pictoriță daneză (d. 1932)
- 1851: Alexandros Papadiamantis, scriitor grec (d. 1911)
- 1871: Constantin Argetoianu, politician român (d. 1939)
- 1875: Elena Densușianu-Pușcariu, medic oftalmolog român (d. 1966)
- 1876: Prințesa Maria Georgievna a Greciei, fiică a regelui George I al Greciei (d. 1940)
- 1882: Ion Mihalache, politician român (d. 1963)
- 1895: Ragnar Frisch, economist norvegian, laureat Nobel (d. 1973)
- 1898: Nadejda Petrovna a Rusiei (d. 1988)
- 1904: Mircea Vulcănescu, filosof, sociolog și economist român (d. 1952)
- 1911: Jean Harlow, actriță americană (d. 1937)

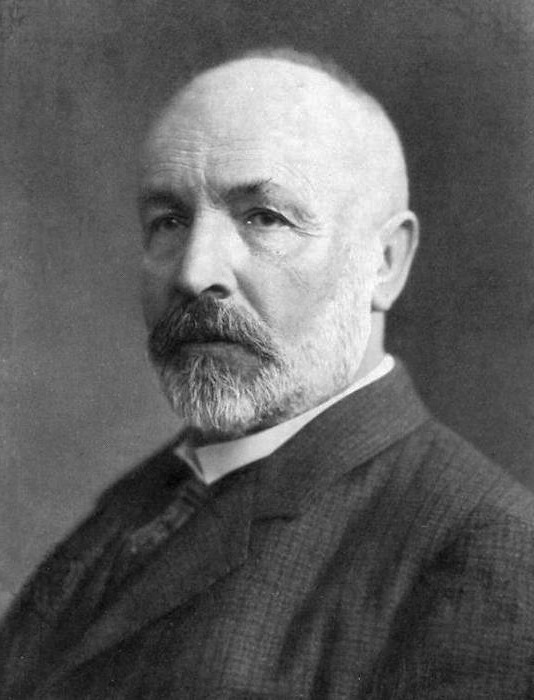
Georg Cantor,  matematician german
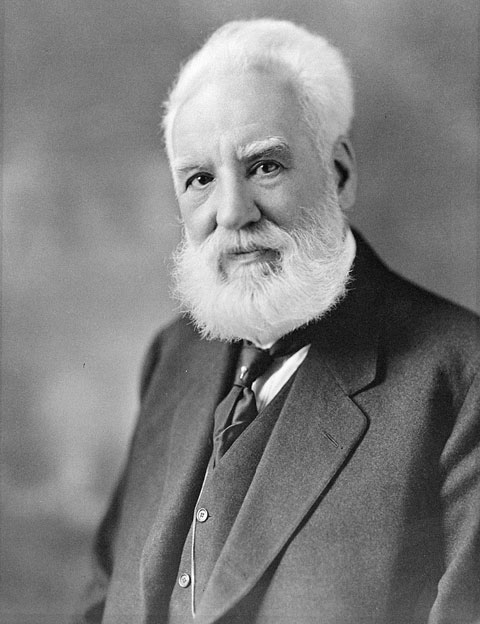
Alexander Graham Bell, om de știință de origine scoțiană
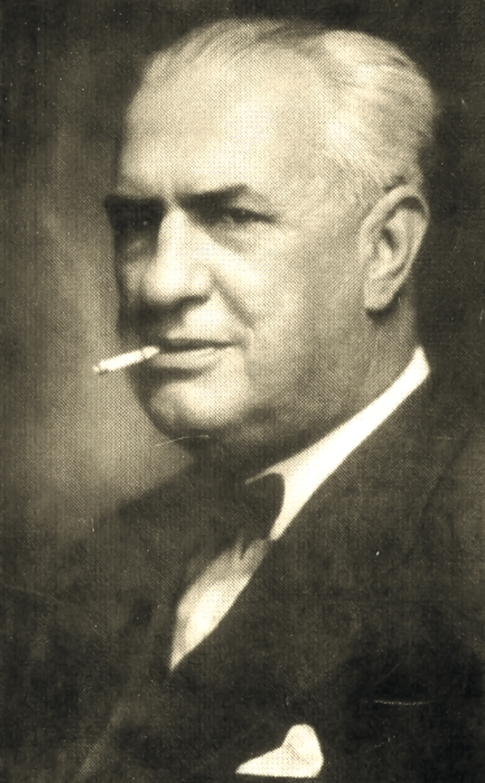
Constantin Argetoianu, politician român, prim-ministru al României

- 1913: Roger Caillois, scriitor și sociolog francez (d. 1978)
- 1914: Asger Jorn, artist danez (d. 1973)
- 1919: Peter Abrahams, scriitor sud-african (d. 2017)
- 1922: Alexandru Vona, scriitor româno-francez (d. 2004)
- 1926: Nicolae Filip, fizician moldovean (d. 2009)
- 1930: Ion Iliescu, politician român, președinte al României în perioada 1990-1996, 2000-2004 (d. 2025)
- 1935: Jeliu Jelev, politician bulgar, președinte al Bulgariei în perioada 1990-1997 (d. 2015)
- 1941: Viorel Faur, politician român
- 1954: Vasile Horga, politician român
- 1956: Zbigniew Boniek, fotbalist polonez
- 1956: Ioan Stan, politician român
- 1964: Laura Elena Harring,  actriță americană
- 1965: Tedros Adhanom, politician și academician etiopian, care este director general al OMS
- 1966: Fernando Colunga, actor mexican
- 1968: Brian Cox, fizician englez
- 1972: William Gabriel Brânză, politician român
- 1973: Xavier Bettel, politician luxemburghez, prim-ministru al Luxemburgului (2013-prezent)
- 1973: Prințul Charles Philippe, Duce de Anjou
- 1974: Ada Colau, politiciană spaniolă
- 1974: David Faustino, actor american
- 1975: Brice Clotaire Oligui Nguema, politician și ofițer militar gabonez care ocupă funcția de președinte al Gabonului
- 1977: Paulo Adriano, fotbalist portughez
- 1977: Ronan Keating, muzician irlandez
- 1980: Ana Maria Bican, gimnastă română
- 1982: Jessica Biel, actriță americană
- 1989: Ioana Raluca Olaru, jucătoare română de tenis
- 1990: Irina Dorneanu, canotoare română
- 1992: ADDA, cântăreață și compozitoare română
- 1993: Antonio Rüdiger, fotbalist german
- 1997: Camila Cabello, cântăreață americană,
- 2002: Puppy-Fish-Cat, personaj fantastic

## Decese
- 1554: Johann Friedrich, Elector de Saxonia (n. 1503)
- 1703: Robert Hooke, astronom și fizician englez (n. 1653)
- 1706: Johann Pachelbel, compozitor german (n. 1653)
- 1862: Augusta de Reuss-Köstritz, Mare Ducesă de Mecklenburg-Schwerin (n. 1822)
- 1863: Iancu Văcărescu, poet român (n. 1792)
- 1932: Eugen d'Albert, compozitor german (n. 1864)
- 1935: Alvar Cawén, pictor finlandez (n. 1886)
- 1942: Amedeo, Duce de Aosta, vicerege italian al Africii Orientale Italiene (n. 1898)
- 1983: Arthur Koestler, scriitor austriac (n. 1905)
- 1987: Danny Kaye, actor evreu-american de film (n. 1911)

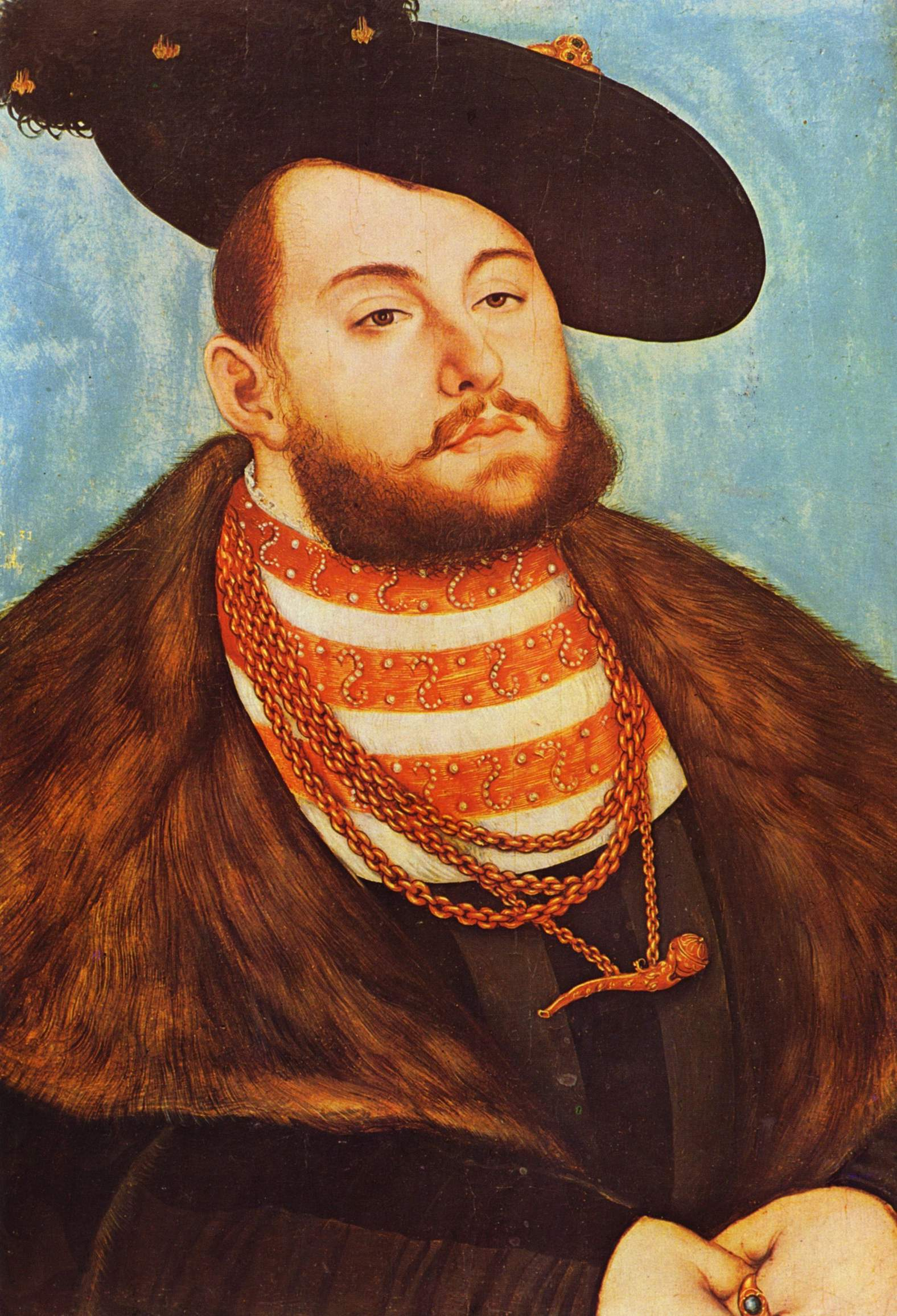
Johann Friedrich, Elector de Saxonia
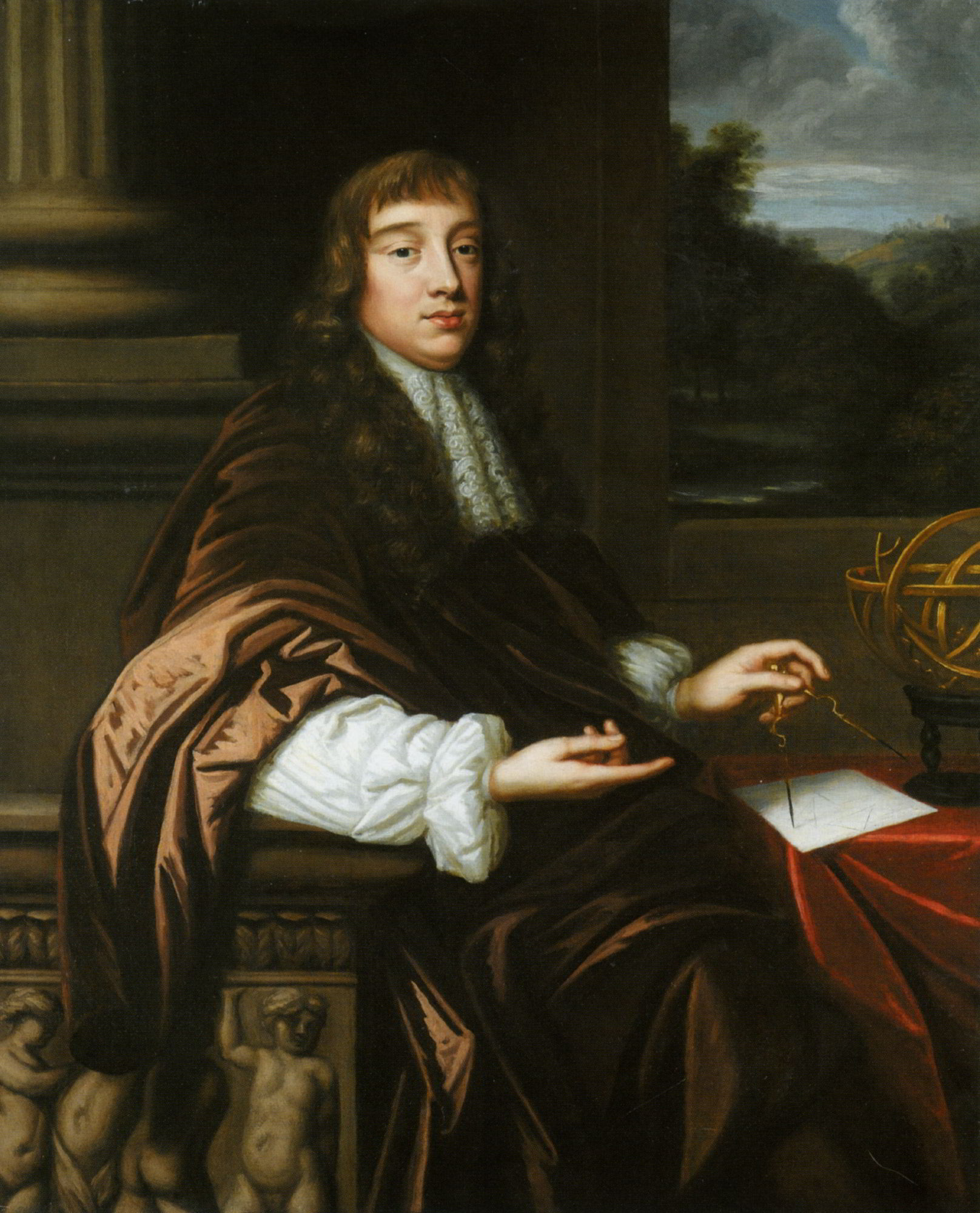
Robert Hooke, astronom și fizician englez
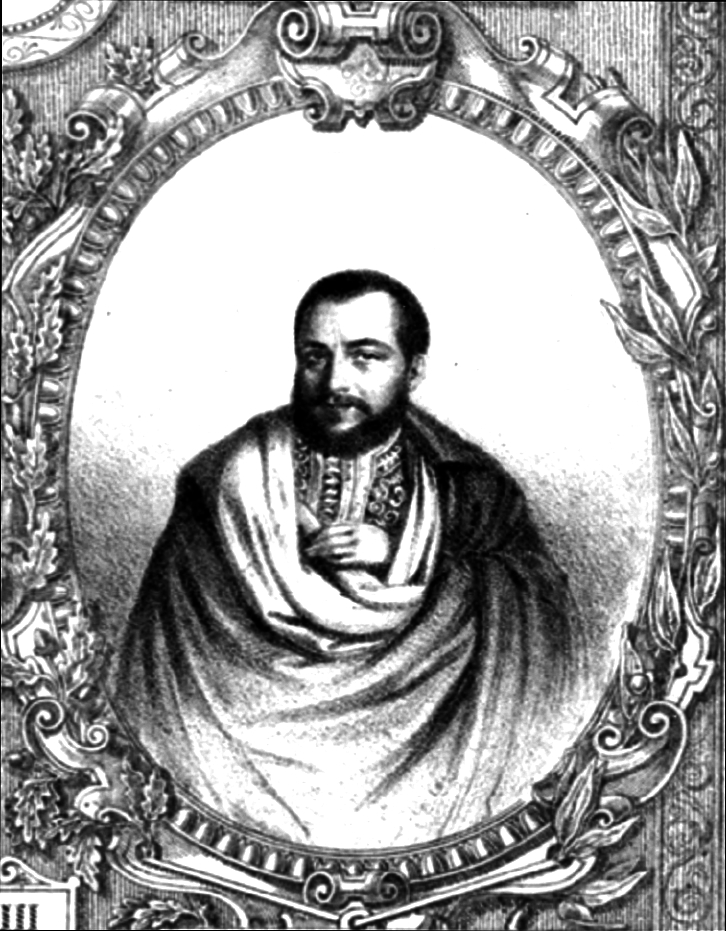
Iancu Văcărescu, poet român

- 1996: Marguerite Duras, scriitoare franceză (n. 1914)
- 1996: Léo Malet, scriitor francez (n. 1909)
- 1999: Gerhard Herzberg, chimist de origine germană, laureat Nobel (n. 1904)
- 2010: Keith Alexander, jucător și antrenor englez de fotbal (n. 1956)
- 2013: Dumitru Rucăreanu, actor român (n. 1932)
- 2017: Raymond Kopa, fotbalist francez (n. 1931)
- 2017: René Préval, om de stat haitian (n. 1943)
- 2018: Robert Scheerer regizor, actor și producător american de film și de televiziune (n. 1928)
- 2019: Gheorghe Udubașa, geolog român (n. 1938)
- 2023: Argentina Menis, sportivă română, aruncătoare de disc, medaliată olimpic (n. 1948)
- 2023: Tom Sizemore, actor american (n. 1961)